# Макуильямс-Франклин, Тадж
Тадж Мадонна Макуильямс-Франклин (англ. Taj Madonna McWilliams-Franklin; род. 20 октября 1970 года, Эль-Пасо, штат Техас, США) — американская профессиональная баскетболистка, которая выступала в женской национальной баскетбольной ассоциации в семи различных клубах. Была выбрана на драфте ВНБА 1999 года в третьем раунде под общим тридцать вторым номером командой «Орландо Миракл». Играла на позиции тяжёлого форварда и центровой. После завершения игровой карьеры перешла на тренерскую работу в команду NCAA «Райс Аулс».

## Ранние годы
Тадж Макуильямс родилась 20 октября 1970 года в городе Эль-Пасо (штат Техас), а училась в средней школе имени доктора Томаса Уолтера Джози, которая находится в городе Огаста (штат Джорджия), где она выступала за местную баскетбольную команду.